# O Pecado Original e a Expulsão do Paraíso
O Pecado Original e a Expulsão Paraíso, ou Pecado Original e Expulsão do Jardim do Éden, é um afresco (280x570 cm) de Michelangelo Buonarroti, datado de cerca de 1510 e que faz parte da decoração da abóbada da Capela Sistina, nos Museus do Vaticano em Roma, encomendado pelo Papa Júlio II.

## História
Na realização dos afrescos que adornam a abóbada da Capela Sistina, Michelangelo iniciou seus trabalhos pelos vãos situados próximos à entrada cerimonial da capela, a qual era tradicionalmente utilizada pelo pontífice e sua comitiva em ocasiões solenes, avançando posteriormente em direção ao altar. O afresco representando o Pecado Original e a Expulsão do Paraíso (Gênesis 3, 1-13; 22-24) integra o primeiro bloco narrativo dessa monumental composição. Notadamente, nesta cena e na subsequente, A Criação de Eva, observa-se uma significativa alteração no tratamento das figuras, que passam a ser representadas com proporções mais amplas e um aparato compositivo mais conciso, sendo seus gestos dotados de maior peremptoriedade e clareza expressiva. Essa transição estilística pode ser atribuída à decisão de Michelangelo de dispensar os assistentes após a conclusão das três primeiras cenas que narram os eventos da vida de Noé. Insatisfeito com a qualidade do trabalho de seus ajudantes, o artista optou por assumir a execução das cenas seguintes de maneira praticamente isolada, conferindo-lhe maior controle sobre os detalhes e a concepção geral da obra. Tal autonomia resultou em uma simplificação formal e gestual que intensificou a monumentalidade das figuras e a clareza da narrativa visual. A cena do Pecado Original e a Expulsão do Paraíso foi completada ao longo de treze jornadas de trabalho. Michelangelo iniciou sua execução a partir do canto superior esquerdo da composição, onde as folhas da árvore do conhecimento foram delineadas com pinceladas amplas e fluidas, demonstrando não apenas o virtuosismo técnico do artista, mas também sua capacidade de infundir dinamismo e força expressiva à representação pictórica. Essa busca por uma síntese formal, sem comprometer a grandiosidade e o impacto da cena, caracteriza a evolução estilística do ciclo da abóbada.